# Companhia Aeronáutica Paulista
Die Companhia Paulista Aeronáutica, die auch als CAP oder Paulista bezeichnet wurde, war ein brasilianischer Flugzeughersteller in São Paulo und wurde im Jahre 1942 gegründet. Im selben Jahr übernahm er die Empresa Aeronáutica Ypiranga und mit ihr das wichtigste Produkt, die CAP-4 Paulistinha. Trotz der starken Verkäufe dieses Flugzeugs (fast 800 wurden gebaut), kam das Unternehmen 1948 in finanzielle Schwierigkeiten und war gezwungen 1949 zu schließen. Die verbleibenden Vermögenswerte wurden verstaatlicht, und schließlich durch Neiva übernommen.

## Flugzeuge
- CAP-1 Planalto
- CAP-4 Paulistinha

## Nachweise
- Bill Gunston: World Encyclopedia of Aircraft Manufacturers. Naval Institute Press, Annapolis 1993, S. 70 (englisch).